# Lambert II de Hesbaye
Pour les articles homonymes, voir Lambert et Lambert de Hesbaye.
Pour les articles homonymes, voir Hesbaye (homonymie).
Lambert II de Hesbaye est né en 665 et probablement décédé en 741. Il est cité comme comte de Hesbaye en 706 et fut un noble de l'aristocratie franque. Il est le probable père de Robert Ier de Hesbaye 
Son origine est incertaine, mais il est peut-être un des fils ou petit-fils de Robert, un maire du palais de Clotaire III.
Il est sûrement le grand-père maternel du roi franc Pépin le Bref, mais aussi l'ascendant de Robert Ier de France, fondateur de la famille dite des Robertiens, qui donnera ensuite la dynastie capétienne. Il est donc peut-être un ascendant cognatique des Carolingiens, mais également un ancêtre des Capétiens.

## Sources
- Karl Ferdinand Werner, Les premiers Robertiens et les premiers Anjou (IXe siècle - Xe siècle), Mémoires de la Société des Antiquaires de l’Ouest, 1997.
- Christian Settipani, La préhistoire des Capétiens (481-987), éd. Patrick Van Kerrebrouck, 1993.
- Le projet Henry - Landrada https://fasg.org/projects/henryproject/data/landr000.htm.
- Stewart Baldwin, FASG, Todd A. Farmerie, Peter Stewart (2001), Le projet Henry Les ancêtres du roi Henri II d'Angleterre : Une expérience de base de données coopérative en ligne pour la généalogie savante médiévale https://fasg.org/projects/henryproject/.